# Ibaté
Ibaté é um município brasileiro do estado de São Paulo. Sua população estimada pelo IBGE em 2024 era de 33 110 habitantes.

## História

### Origem
Após a fundação da cidade de São Carlos, muitas fazendas foram sendo abertas para cultivo de café, sendo rapidamente povoadas, principalmente a partir de 1885, quando a Companhia Paulista de Estradas de Ferro inaugurou a estação de Visconde do Pinhal.
Por iniciativa de João Evangelista de Toledo e seus genros José Cândido Porto e Cândido Tripeno foi fundada em 1893 a povoação de São João Batista da Lagoa.
Mais tarde a povoação passou a denominar-se Ibaté, nome de origem indígena que significa “lagoa seca’’. Foi escolhido esse nome pelo fato de existir na região, ao longo das estradas de rodagem, depressões que sugerem antigas lagoas. Em 1906, foi construída a igreja Matriz de São João Evangelista, padroeiro do povoado.

### Patrimônio histórico
O município conta com algumas fazendas históricas, como a São Roberto, da família Camargo, construída no século XIX. A sede localiza-se em Ibaté, enquanto parte das terras encontram-se em São Carlos.

### Formação territorial-administrativa
Histórico da formação do município:
- Distrito criado no município de São Carlos pela Lei nº 727, de 24/10/1900.
- Município criado pela Lei nº 2.456, de 30/12/1953.

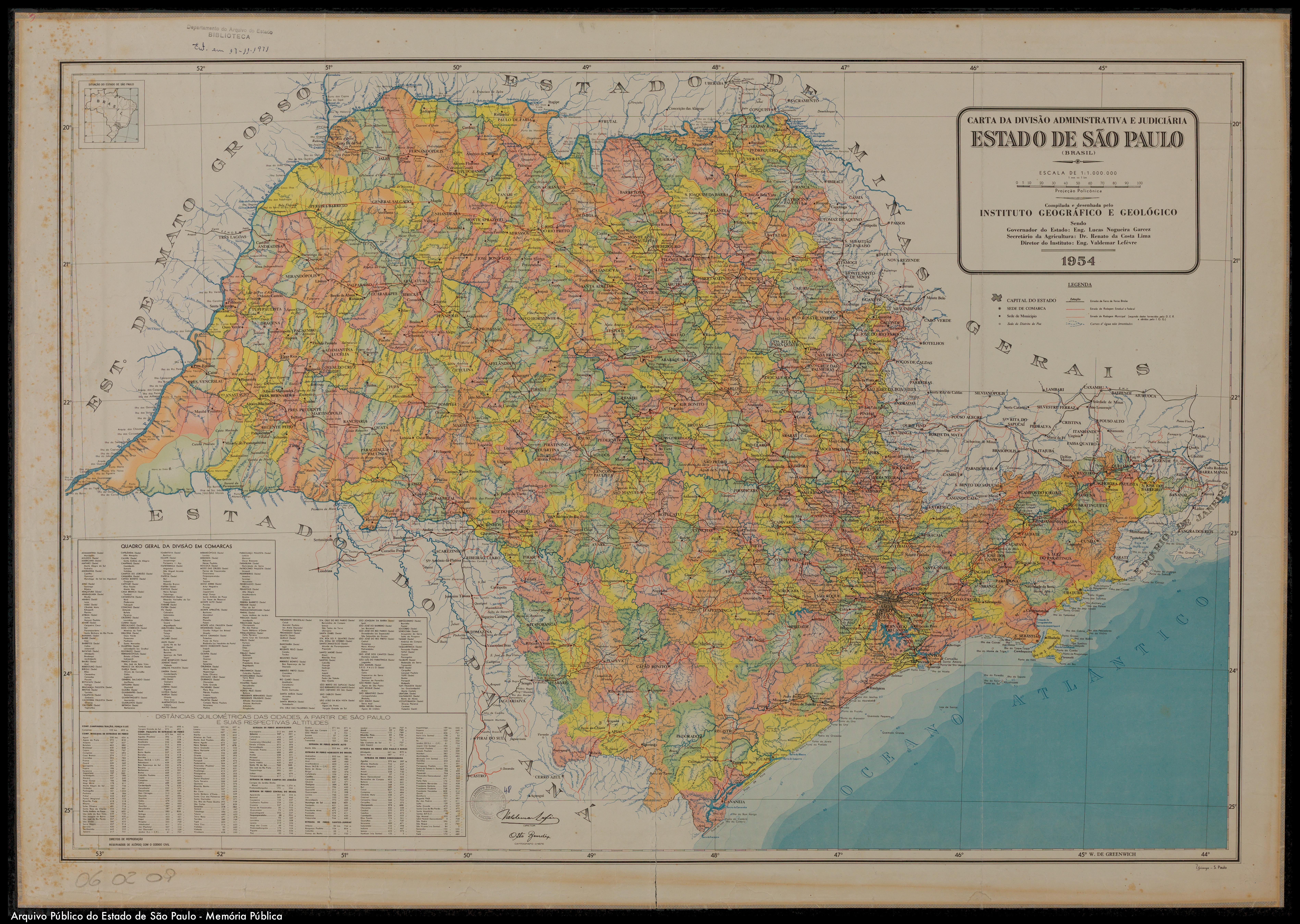
Estado de São Paulo (1953).

## Demografia

### População
| Crescimento populacional                             | Crescimento populacional | Crescimento populacional | Crescimento populacional |
| Ano                                                  | População Total          |                          | %±                       |
| ---------------------------------------------------- | ------------------------ | ------------------------ | ------------------------ |
| 1958                                                 | 4 864                    |                          | —                        |
| 1960                                                 | 6 322                    |                          | 30,0%                    |
| 1970                                                 | 7 475                    |                          | 18,2%                    |
| 1980                                                 | 11 448                   |                          | 53,2%                    |
| 1991                                                 | 18 827                   |                          | 64,5%                    |
| 2000                                                 | 26 462                   |                          | 40,6%                    |
| 2010                                                 | 30 734                   |                          | 16,1%                    |
| 2022                                                 | 32 178                   |                          | 4,7%                     |
| Est. 2024                                            | 33 110                   | [ 10 ]                   | 2,9%                     |
| Fontes: Censos Demográficos IBGE e Estimativas SEADE |                          |                          |                          |

### Dados demográficos
Censo de 2022
- Total: 32.178
- Urbana:
- Rural:
- Homens:
- Mulheres:
- Densidade demográfica (hab./km²): 110,59
- Mortalidade infantil até 1 ano (por mil): 9,39
- Expectativa de vida (anos):
- Taxa de fecundidade (filhos por mulher):
- Taxa de Alfabetização: 97,6%
- Índice de Desenvolvimento Humano (IDH-M): 0,703
- IDH-M Renda:
- IDH-M Longevidade:
- IDH-M Educação:

## Geografia
Localiza-se a uma latitude 21º57'17" sul e a uma longitude 47º59'48" oeste, estando a uma altitude de 839 metros. Possui uma área de 290,9 km².
O município de Ibaté está situado na região Central do Estado de São Paulo. Encontra-se a aproximadamente 247 quilômetros de São Paulo, Capital do Estado, a 12 quilômetros de São Carlos, 25 quilômetros de Araraquara.

### Regionalização
O estudo mais recente do IBGE sobre Regiões de Influência das Cidades - REGIC (2018), classificou a cidade como ligada ao Arranjo Populacional de São Carlos que é uma Capital Regional C.

### Relevo
A cidade está situada numa altitude média de no Planalto Ocidental Paulista, desfrutando de uma suave topografia, com altitudes médias em torno de 850 metros.

### Clima
Tabela climática
O clima é tropical de altitude com inverno seco (Köppen: Cwa), com temperatura média mínima de 14,1° e máxima de 26,7°.
| Dados climatológicos para Ibaté                                                          | Dados climatológicos para Ibaté | Dados climatológicos para Ibaté | Dados climatológicos para Ibaté | Dados climatológicos para Ibaté | Dados climatológicos para Ibaté | Dados climatológicos para Ibaté | Dados climatológicos para Ibaté | Dados climatológicos para Ibaté | Dados climatológicos para Ibaté | Dados climatológicos para Ibaté | Dados climatológicos para Ibaté | Dados climatológicos para Ibaté | Dados climatológicos para Ibaté |
| Mês                                                                                      | Jan                             | Fev                             | Mar                             | Abr                             | Mai                             | Jun                             | Jul                             | Ago                             | Set                             | Out                             | Nov                             | Dez                             | Ano                             |
| ---------------------------------------------------------------------------------------- | ------------------------------- | ------------------------------- | ------------------------------- | ------------------------------- | ------------------------------- | ------------------------------- | ------------------------------- | ------------------------------- | ------------------------------- | ------------------------------- | ------------------------------- | ------------------------------- | ------------------------------- |
| Temperatura máxima média (°C)                                                            | 28,2                            | 28,2                            | 28,0                            | 26,6                            | 24,8                            | 23,8                            | 24,0                            | 26,2                            | 27,5                            | 27,7                            | 27,8                            | 27,6                            | 26,7                            |
| Temperatura mínima média (°C)                                                            | 17,3                            | 17,6                            | 16,8                            | 14,3                            | 11,6                            | 10,2                            | 9,7                             | 11,0                            | 13,1                            | 14,9                            | 15,6                            | 16,8                            | 14,1                            |
| Precipitação (mm)                                                                        | 257,9                           | 220,9                           | 189,7                           | 75,0                            | 56,2                            | 41,7                            | 23,9                            | 23,7                            | 65,4                            | 124,6                           | 164,0                           | 258,6                           | 1 501,6                         |
| Fonte: Centro de Pesquisas Meteorológicas e Climáticas Aplicadas à Agricultura (Cepagri) |                                 |                                 |                                 |                                 |                                 |                                 |                                 |                                 |                                 |                                 |                                 |                                 |                                 |

### Rodovias
- SP-310 - Rodovia Washington Luís

### Ferrovias
- Linha Tronco da antiga Companhia Paulista de Estradas de Ferro[17]

## Economia

### Produto Interno Bruto
O setor de serviços (com exceção da administração pública) responde por 50,8% da formação do PIB Municipal. A indústria é responsável por 35,5% da economia local. Anda se destacam os impostos líquidos de subsídios, somando 8,9% do montante e a agropecuária com 4,89% do montante.

### Agropecuária
Forte no agronegócio, Ibaté tem a atividade canavieira como predominante no município.
Com destaque para o setor sucroalcooleiro por abrigar a Usina da Serra, Ibaté tem uma agropecuária onde a produção de cana responde por 84,6% da produção agrícola. Em seguida destaca-se a laranja, com 11%. Os ovos de galinha vêm em terceiro lugar, com 3,2%, a soja (em grão) com 0,6%, o milho (em grão) com 0,36% e o leite, com 0,3%.
Quanto ao rebanho a avicultura exerce enorme domínio. Os galináceos respondem por 96% do total, o gado bovino responde por 3,6%, os equinos são apenas 0,25%, e os suínos são apenas 0,1% do total, mesmo índice dos ovinos.

### Indústrias
No segmento de transformação industrial os produtos alimentícios destacam-se com 67,6% do total produzido. Em seguida vêm os biocombustíveis, com 12,8%. Os produtos químicos respondem por 9,9%, os minerais não metálicos por outros 4,3%. Os produtos de metal somam 4,35% da produção fabril. Os produtos têxteis são responsáveis por 2,1% do total produzido. A área de produção de máquinas e equipamentos também chega a 2,1% do total. Por fim, borracha e material plástico chegam a 1,1% do total da produção local.
O Parque Industrial Antonio Guaraty, se constitui na referência da industrialização da município, com várias indústrias de setores variados.

## Infraestrutura

### Comunicações
O sistema de telefones automáticos foi inaugurado na cidade em 1975 pela Telecomunicações de São Paulo (TELESP), que também implantou o sistema de discagem direta à distância (DDD) em 1981 com o código de área (0162). Anteriormente a cidade era atendida pela Companhia Telefônica Brasileira (CTB).
Na década de 90 o código DDD da cidade foi alterado para (016), para padronização do sistema telefônico com a telefonia celular que estava sendo implantada em todo o estado.

## Cultura e lazer

### Esportes
Prova pedestre Ibaté-São Carlos
Em outrubro de 1956, o "Departamento de Assistência aos Esportes do Sesi", o "Jornal de Ibaté" e a "CCE de São Carlos", promoveram uma prova de pedestrianismo entre as duas cidades, em que largada foi em Ibaté; na qual o vencedor foi o são-carlense "Francisco Luiz Penha" e o ibateense "Manoel Cruz" foi o segundo colocado.
Futebol amador
Em setembro de 1956, Ibaté ressurge com dois novos clubes amadores; o Paulista FC e o CE União, que vão organizar um torneio.
O futebol amador na cidade foi disputado em 2024 por 10 esquipes, sempre com jogos realizados no Estádio Municipal Dagnino Rossi.

## Filhos ilustres
- Ver Biografias de ibateenses notórios

## Religião
O Cristianismo se faz presente na cidade da seguinte forma:
Igreja Católica
O município pertence à Diocese de São Carlos e possui quatro paróquias:
- Paróquia Matriz São João Evangelista (matriz)
- Paróquia Santo Antônio
- Paróquia Senhora do Perpétuo Socorro
- Paróquia São Francisco de Assis

Igrejas Evangélicas
- Assembleia de Deus Ministério do Belém.[31][32]
- Congregação Cristã no Brasil.[33]
- Igreja Presbiteriana Independente do Brasil.[34]